# Gossypioides
Gossypioides es un género con dos especies de plantas con flores perteneciente a la familia  Malvaceae. Es originario de África tropical y Madagascar. El género fue descrito por Skovst. ex J.B.Hutch. y publicado en New Phytologist  46: 131, en el año 1947. La especie tipo es Gossypioides kirkii (Mast.) Hutch.

## Descripción
Son arbustos sub escandentes con la hojas lobuladas. El fruto es una cápsula  dehiscente con las semillas ovoides. El número de cromosomas es de: n=12.

## Especies
- Gossypioides brevilanatum
- Gossypioides kirkii